# Gaston Gourdeau
Pour les articles homonymes, voir Gourdeau.
Gaston Gourdeau est un homme politique français né le 19 février 1883 à Saint-Cosme-de-Vair dans la Sarthe et décédé le 9 octobre 1957 à son domicile parisien, 26 rue d'Artois, Paris 8e.

## Biographie
- Député Gauche radicale de la Sarthe de 1928 à 1936.
- Sous-secrétaire d'État aux Travaux publics et au Tourisme du 13 décembre 1930 au 27 janvier 1931 dans le gouvernement Théodore Steeg
- Sous-secrétaire d'État au Tourisme du 3 juin au 18 décembre 1932 dans le gouvernement Édouard Herriot (3)

## Sources
- « Gaston Gourdeau », dans le Dictionnaire des parlementaires français (1889-1940), sous la direction de Jean Jolly, PUF, 1960 [détail de l’édition]